# Аграфиотис, Димитрис
Димитрис Аграфиотис (греч. Δημήτρης Αγραφιώτης; род. 17 марта 1932, Афины) — греческий дирижёр и композитор. Отец Алексиса Аграфиотиса.
С 10-летнего возраста учился игре на скрипке в Салониках. По окончании Второй мировой войны вернулся с семьёй в Афины, где помимо занятий скрипкой начал изучать теорию музыки в Греческой консерватории под руководством Мариоса Варвоглиса. Затем учился в Афинской консерватории у Жозефа Бустидуи (скрипка) и Филоктитиса Икономидиса (теория). В 1960—1962 гг. продолжил обучение в Мюнхенской академии музыки, в том числе у Г. Э. Лессинга (дирижирование) и Гюнтера Биаласа (композиция), а затем в течение трёх лет занимался в зальцбургском Моцартеуме под руководством Германа Шерхена и Герхарда Вимбергера. В 1962—1963 гг. учился также на Международных дирижёрских курсах Герберта фон Караяна в Берлине.
В 1964—1968 гг. Аграфиотис работал ассистентом Бернхарда Паумгартнера в зальцбургском оркестре Camerata Academica, одновременно продолжая изучать композицию под руководством Цезаря Бресгена. В 1965 г. представил первую законченную композицию — додекафонические Три песни на стихи Гиоргоса Сефериса. В 1968—1978 гг. возглавлял Швабский симфонический оркестр в Ройтлингене, исполнил несколько премьер произведений новейших греческих композиторов, ввёл в практику оркестра концерты для детей и школьников. Начиная с 1970-х гг. часто выступал как приглашённый дирижёр с Оркестром Ламурё, Афинским государственным оркестром, другими греческими коллективами. За пределами Греции был одним из главных популяризаторов современной греческой академической музыки, исполняя с оркестрами разных стран произведения Никоса Скалкотаса, Янниса Ксенакиса, Микиса Теодоракиса и других авторов. В 1993—1999 гг. возглавлял симфонический оркестр в Салониках. В 1991—1994 гг. преподавал гармонию в Афинском университете.